# Тышовце
Тышовце (пол. Tyszowce)  —  город  в Польше, входит в Люблинское воеводство,  Томашувский повят.  Имеет статус городско-сельской гмины. Занимает площадь 18,52 км². Население — 2359 человек (на 2004 год).

## История
Один из городков Червенской Руси. В XV веке Тышовце получили статус княжеского города. Магдебургское право предоставил городу князь Земовит IV и подтвердил его в 1453 году Белзский князь Владислав I. В 1462 город был присоединен к Королевству Польскому.